# Capitulación de Franzburgo

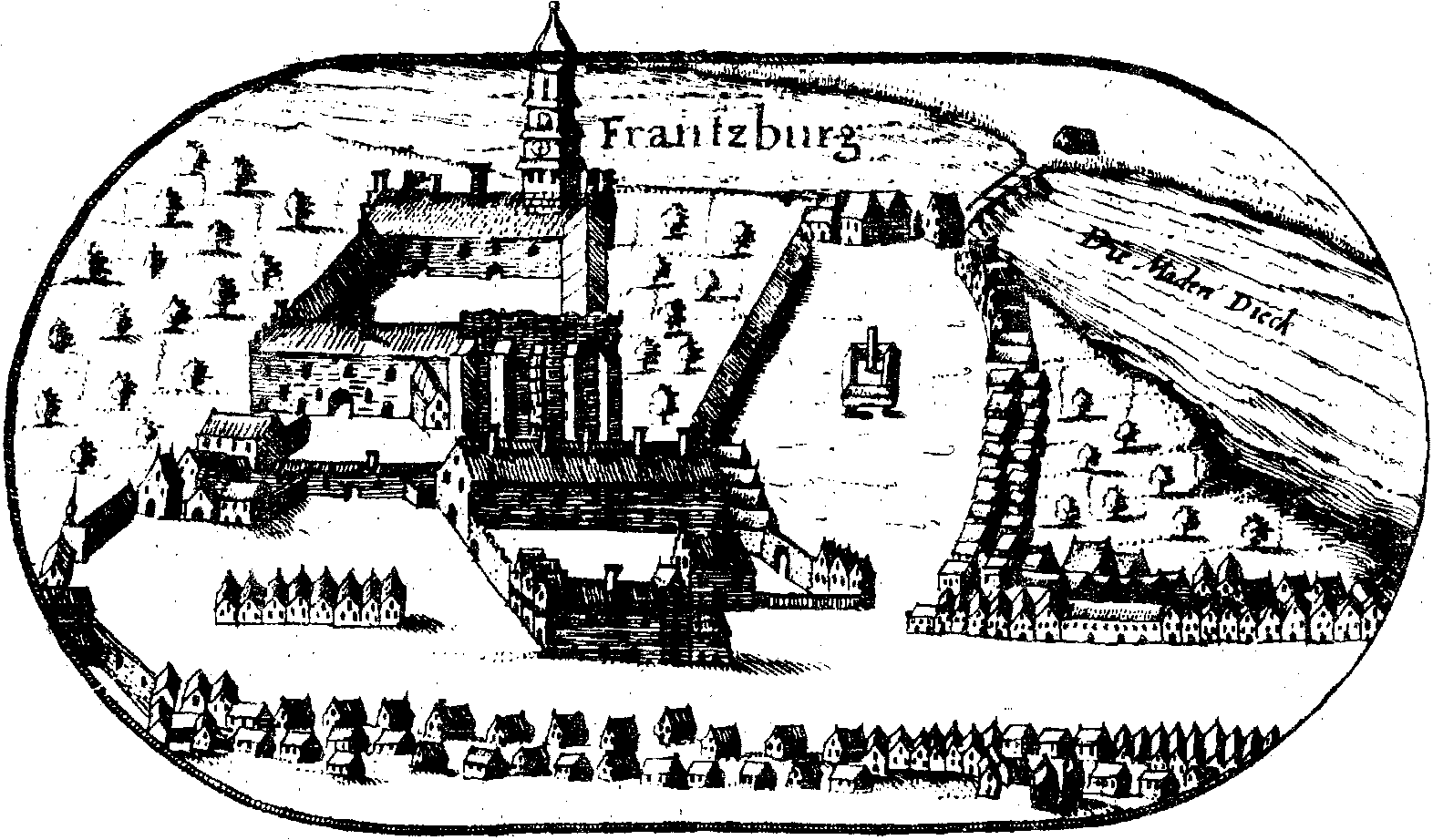
Franzburgo, Pomerania Occidental, en 1618

La Capitulación de Franzburgo (del alemán: Franzburger Kapitulation) fue un tratado que estipulaba la capitulación del ducado de Pomerania a las fuerzas del Sacro Imperio Romano Germánico durante la Guerra de los Treinta Años. Fue firmada el 10 (o el 20) de noviembre de 1627 por Bogislao XIV, duque de Pomerania, y Hans Georg von Arnim, comandante en jefe de las fuerzas de ocupación que pertenecían al ejército de Fernando II de Habsburgo y estaban al mando de Albrecht von Wallenstein. Además de que los términos de la ocupación eran poco favorables al ducado de Pomerania, la ocupación se volvió aún más intolerable cuando las fuerzas de ocupación no se adhirieron a las restricciones establecidas en Franzburgo.
Stralsund resistió con apoyo danés, sueco y escocés, pese a que fracasó otra intervención danesa. La ocupación imperial se extendió hasta el verano de 1630, cuando las tropas suecas invadieron la región, y seguidamente expulsaron del ducado de Pomerania a las fuerzas imperiales en 1631.

## Antecedentes

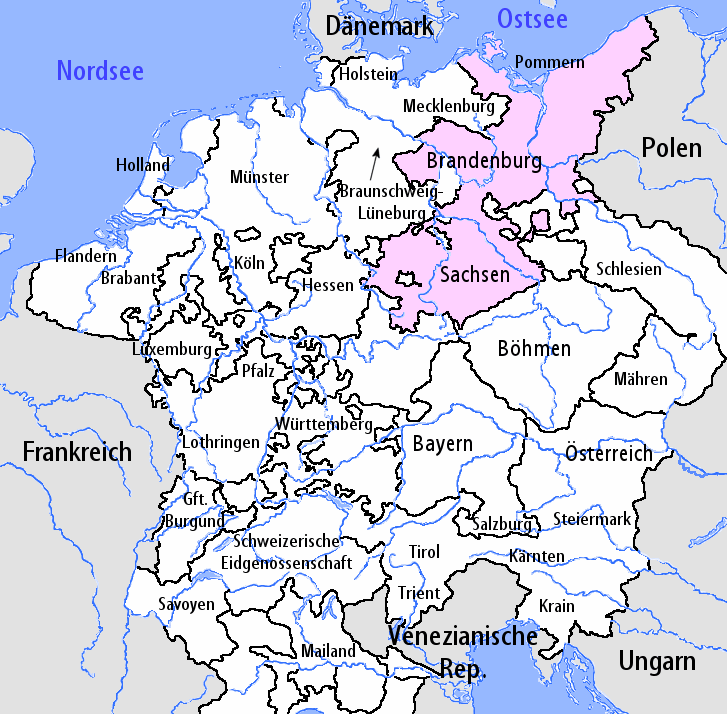
Localización del Ducado de Pomerania ("Pommern") dentro de la Circunscripción de Alta Sajonia (rosa) del Sacro Imperio Romano Germánico (blanco)

El Ducado de Pomerania había adoptado el protestantismo en 1534. Con la segunda defenestración de Praga en 1618, la Guerra de los Treinta Años comenzó más que todo como un conflicto Católico-Protestante entre Fernando II de Habsburgo y la Liga Católica por un lado y nobleza y estados protestantes por el otro. Pomerania era miembro de la Circunscripción de Alta Sajonia, la cual era protestante, pero se encontraba con divisiones internas. Esta circunscripción incluía a Sajonia y Brandeburgo, y había declarado su neutralidad en 1620. Al enfrentarse a una victoriosa Liga Católica, el Electorado de Sajonia se puso del lado del emperador en 1624, mientras que Bradenburgo y Pomerania siguieron resistiendo las demandas imperiales. Pese a ser conscientes de la superioridad militar de la Liga, se rehusaron a entrar a una alianza con Dinamarca (que era protestante).